# La dama duende (pel·lícula)
La dama duende s una pel·lícula argentina de 1945 en blanc i negre, dirigida per Luis Saslavsky, amb guió dels autors de la Generació del 27, María Teresa León i Rafael Alberti segons la comèdia homònima de Pedro Calderón de la Barca. És protagonitzada per Delia Garcés i Enrique Álvarez Diosdado. Va ser estrenada en Buenos Aires el 17 de maig de 1945. Va guanyar cinc Premis Cóndor de Plata en 1946, entre ells el de millor pel·lícula.
Va ser reconeguda com la octava millor pel·lícula del cinema argentí de tots els temps en l'enquesta realitzada pel Museo del Cine Pablo Ducrós Hicken en 1977, mentre que va ocupar el lloc 38 en l'edició de 2000.

## Sinopsi
Doña Ángelica -una bella jove recentment vídua de 18 anys- s'enamora i vol casar-se amb un Oficial de l'Exèrcit anomenat Don Manuel, però per a això ha de burlar la vigilància de la seva cunyada que desitja enviar-la al convent per la resta de la seva vida. Per a això elabora un enginyós engany que li permeti comunicar-se amb Don Manuel de manera aparentment misteriosa i inexplicable, apareixent com un follet o fantasma.

## Actors
- Delia Garcés...Doña Angélica Pimentel "La Perulera"
- Enrique Álvarez Diosdado...Don Manuel Enrique
- Paquita Garzón... Jerónima de Olmedo "la Jeronimilla"
- Manuel Collado Montes...Don Juan
- Antonia Herrero... Doña Guiomar
- Amalia Sánchez Ariño... Juana
- Alejandro Maximino
- Helena Cortesina
- Andrés Mejuto...Don Hernando Peralta
- Ernesto Vilches
- Manuel Perales
- María José
- Manuel Díaz de la Haza
- Francisco López Silva... Don Luis, duque de Tarsis
- Consuelo Abad
- Félix Galimi
- Fulvio Galimi

## Premis
- Premis Cóndor de Plata (1946): millor pel·lícula, millor director, millor guió adaptat, millor música i millor producció.
- L'Academia de las Artes y Ciencias Cinematográficas de la Argentina li va atorgar el premi Còndor Acadèmic a la millor pel·lícula de 1945.